# Milo Goj
Milo Goj (sinh ngày 30 tháng 4, 1959), là một nhà phê bình nghệ thuật, giáo sư và nhà báo người Ý.